# Rio Rico
Rio Rico – jednostka osadnicza w Stanach Zjednoczonych, w stanie Arizona, w hrabstwie Santa Cruz.